# Municipio de Kulm
El municipio de Kulm (en inglés, Kulm Township) es un municipio del condado de Hutchinson, Dakota del Sur, Estados Unidos. Tiene una población estimada, a mediados de 2022, de 85 habitantes.
Abarca una zona exclusivamente rural.

## Geografía
Está ubicado en las coordenadas 43°17′51″N 98°3′6″O / 43.29750, -98.05167. Según la Oficina del Censo de los Estados Unidos, tiene una superficie de 91.62 km², correspondientes en su totalidad a tierra firme.

## Demografía
Según el censo de 2020, en ese momento había 88 personas residiendo en la zona. La densidad de población era de 0.96 hab./km². La totalidad de los habitantes eran blancos. No había hispanos o latinos viviendo en la región.